# Pfarrhaus (Pfaffenhofen an der Glonn)

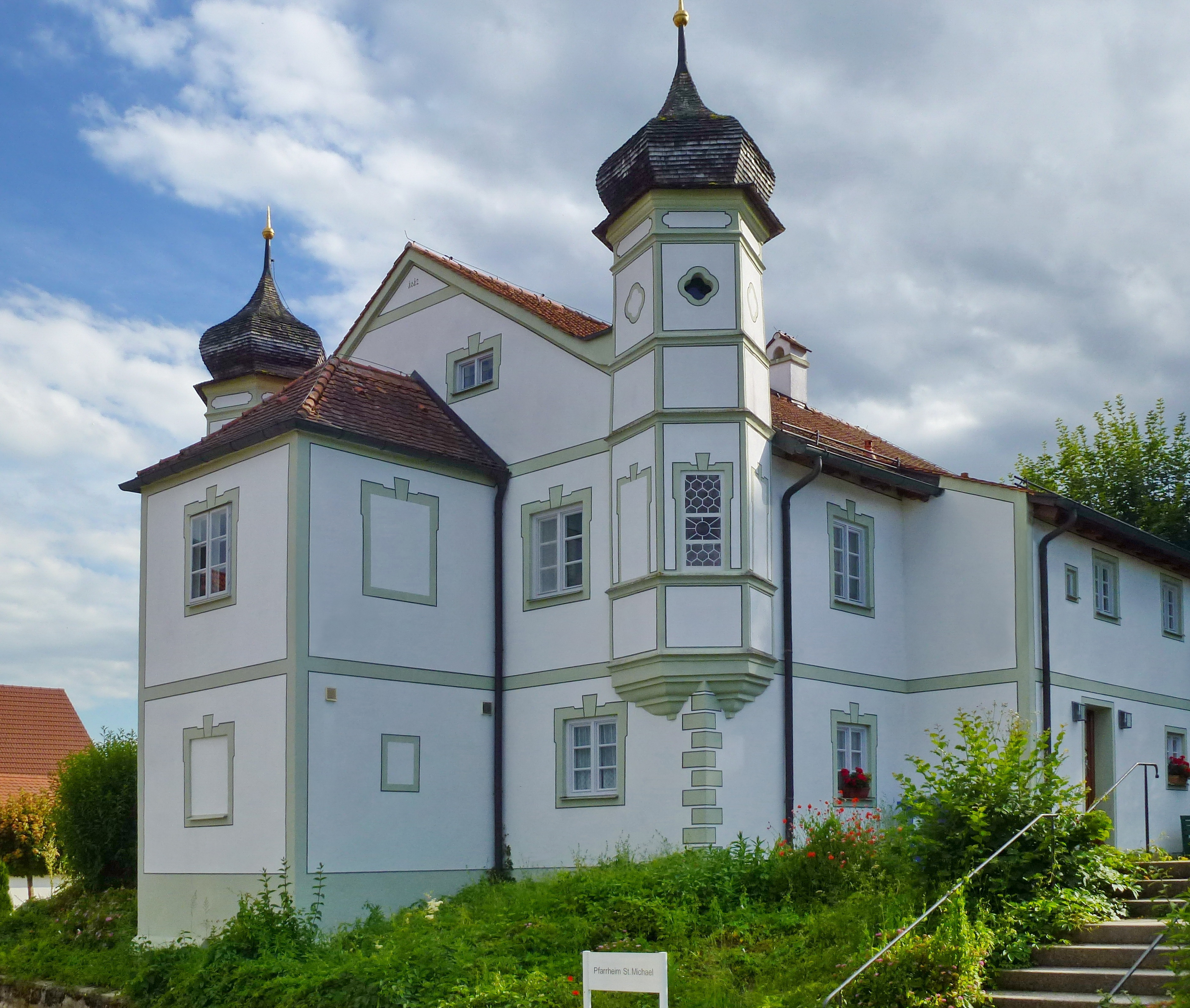
Pfarrhaus in Pfaffenhofen an der Glonn

Das Pfarrhaus in Pfaffenhofen an der Glonn, einer Gemeinde im oberbayerischen Landkreis Dachau, ist ein geschütztes Baudenkmal. Das Pfarrhaus wurde um 1612 umgestaltet, in den Jahren 1793 und 1805 wurde es erweitert. 
Der zweigeschossige Bau an der Pfarrstraße 5, nördlich der katholischen Pfarrkirche St. Michael, besitzt ein Satteldach, polygonale Eckerker und Erweiterungen im Osten und Norden.